# Santuario di Santa Maria Ausiliatrice (Orco Feglino)
Il santuario di Santa Maria Ausiliatrice è un luogo di culto cattolico situato nella frazione capoluogo di Feglino, sulla collina di Prà, nel comune di Orco Feglino in provincia di Savona.

## Storia

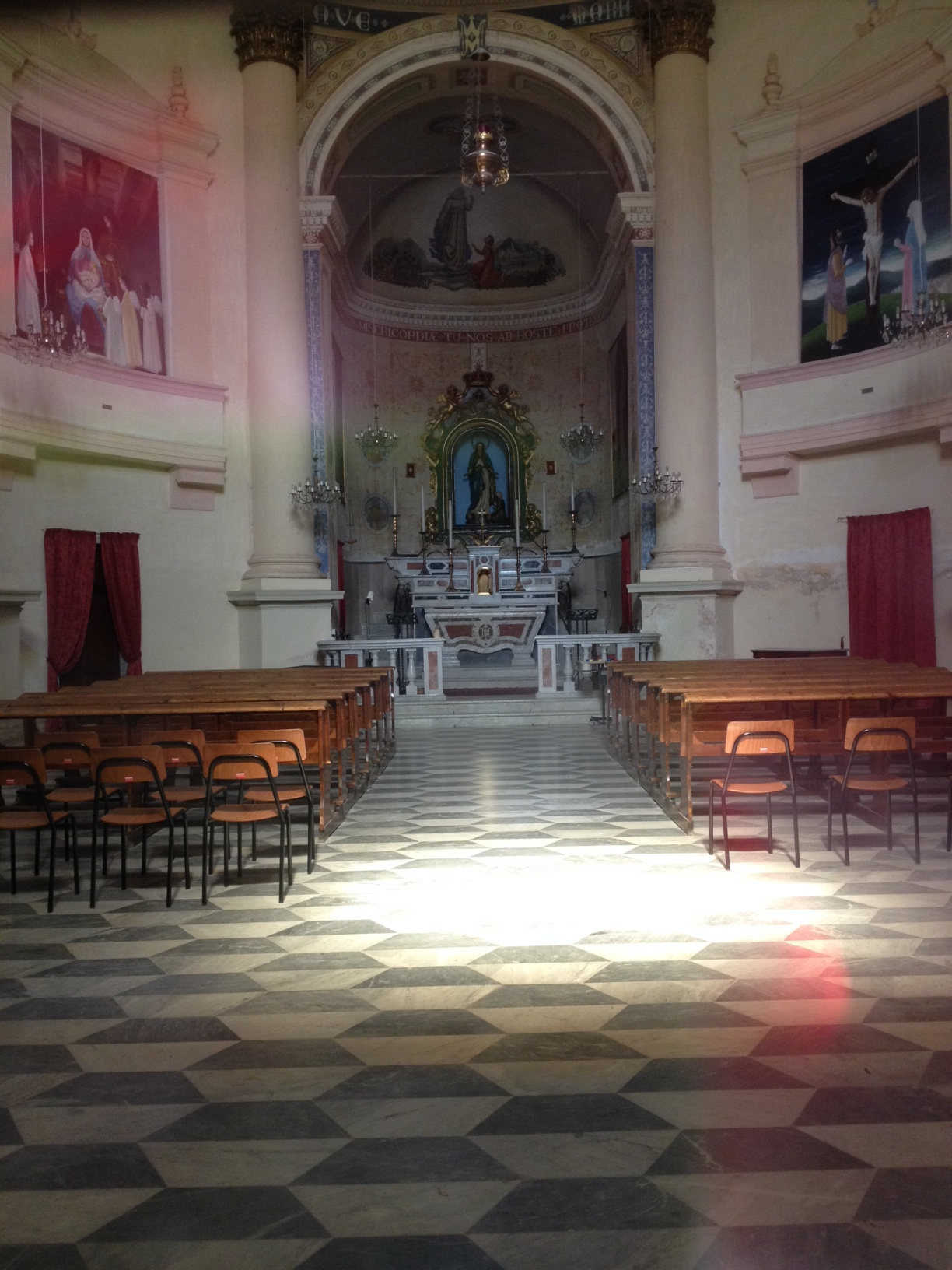
L'interno del santuario

Il santuario fu eretto per volontà popolare, a seguito delle apparizioni della Vergine che sarebbero avvenute dal 12 maggio al 25 ottobre del 1874. La prima apparizione avvenne il 12 maggio 1874 a una pastorella: Angela Berruti di 12 anni. La Vergine apparve con Gesù Bambino in braccio, un vestito di colore marrone scuro e un velo sul capo. In seguito apparve anche ad altri abitanti del luogo: Vincenzo Scosceria di 13 anni, Maddalena Olivieri, Teresa Burnengo di 36 anni, Maria Valle di 13 anni e a una sua amica. Talvolta la Madonna si manifestò con abiti di colore diverso dal marrone scuro: bianco e azzurro con una corona sul capo in un'occasione, nero in un'altra e infine un abito celeste con una stella sul petto. In quest'ultima apparizione, Maria si presentò come Immacolata Concezione ed era accompagnata da santa Chiara e santa Elisabetta. Le autorità furono molto severe nel reprimere l'immediato fervore religioso, tanto da distruggere il successivo 10 giugno una piccola cappella improvvisata prontamente eretta dalla popolazione sul luogo delle apparizioni. Ciò non impedì la formazione spontanea di un comitato che si occupò di fare erigere l'attuale santuario in soli 3 anni su progetto dell'architetto Cassinis di Savona.
Angela Berruti, entrata poi a fare parte delle Figlie di Nostra Signora della Misericordia, fondate dalla santa Maria Giuseppa Rossello, morì a Ruta di Camogli il 27 dicembre 1943.

## L'edificio

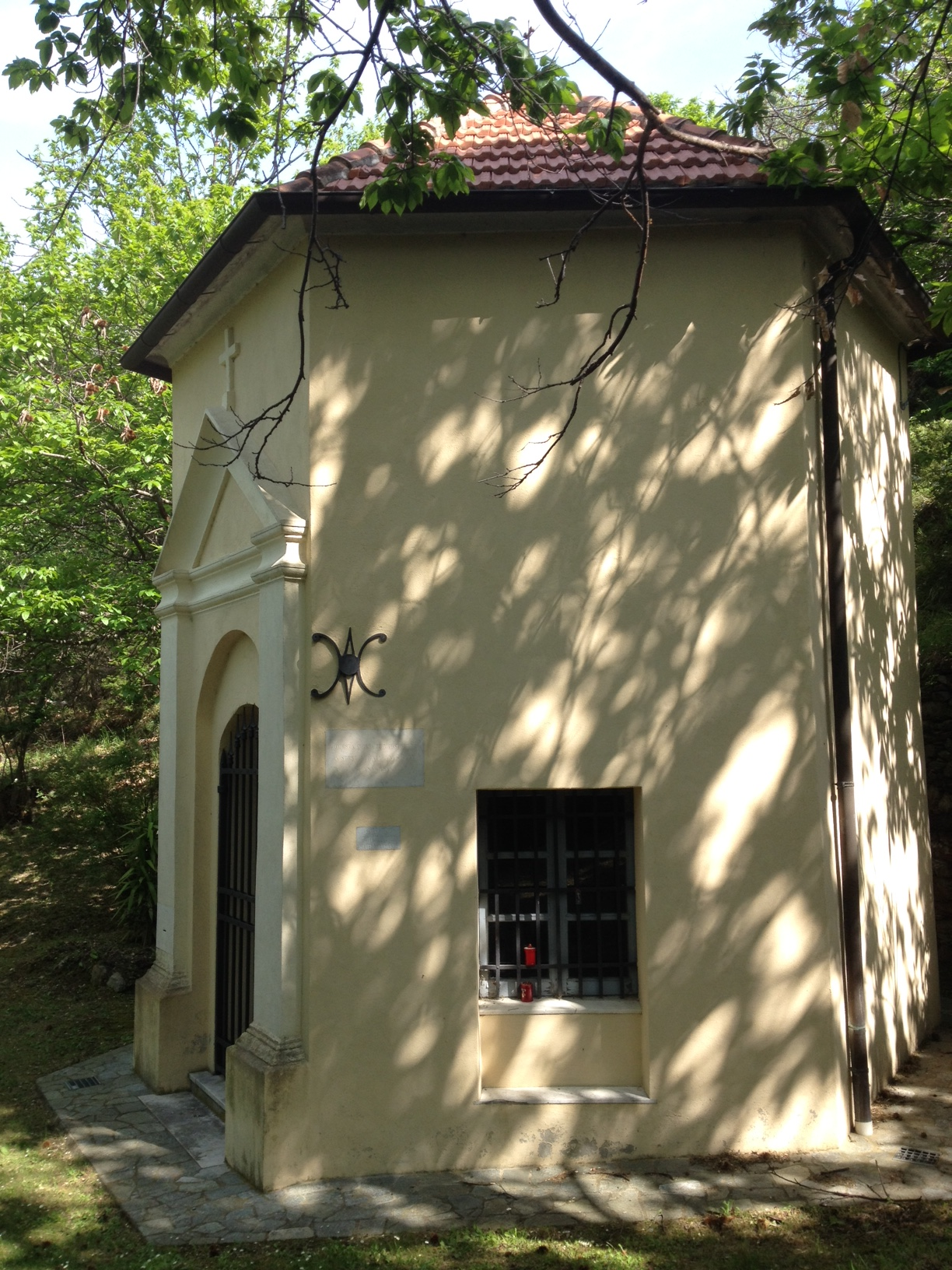
La cappella dell'apparizione mariana

L'edificio è formato da un'unica e ampia aula circolare e da una facciata in vago stile neogotico, completamente tinteggiata di bianco. L'interno è colorato a tinte tenui e calde, presenta un altare maggiore in marmi policromi, un dipinto del catino absidale e una statua della Vergine.
A pochi metri dietro il santuario, sorge una piccola cappella sul luogo esatto dell'apparizione.

## Culto
La festa del santuario viene celebrata il 12 maggio, anniversario della prima apparizione.